# Орловская (порода кур)
Орловская порода кур относится к старым русским куриным породам. Использовалась как универсальная порода для производства мяса, яиц, а также для бойцовых и декоративных целей.

## Экстерьер
- Для петухов характерна стройная вертикальная бойцовая фигура, куры более приземисты и горизонтально направлены.
- Туловища приподнято; ноги высокие крепкие; шея длинная с бойцовым изгибом, череп имеет широкую и плоскую затылочную кость с нависшими надбровными дугами; клюв короткий жёлтый, изогнут, что придает птицам «хищный» вид.
- Пышное оперение у шеи и загривка формирует бакенбарды и бороду в виде «круглого шара».
- Гребень небольшой, малиновидный, покрыт мелкими щетинистыми перышками.
- От малайских кур орловских отличает наличие «бороды» и «баков». Хвост у орловских также более длинный, хорошо оперён, равно как и загривок.
- Глаза имеют красновато-янтарный цвет.
- Красные ушные мочки и сережки развиты слабо и почти полностью скрыты под бородой и баками.

## Хозяйственно полезные признаки
Порода в целом полностью соответствовала требованиям хозяйственного мира эпохи XIX века: она отличалась хорошей яйценоскостью в зимнее время, когда яйца были особенно дороги, давала превосходное мясо.
Порода отличалась выносливостью, приспособленностью к морозной погоде (чему способствовал небольшой малиновидный гребень) и многоснежным зимам (густое оперение шеи), а также неприхотливостью к условиям кормления и содержания. Взрослые птицы хорошо переносит сырую дождливую погоду, однако это не касается молодняка, который оперяется медленно, а потому требует к себе повышенного внимания в этот период. Куры породы отличалась спокойным, уравновешенным нравом, по причине слабого проявления инстинкта насиживания сносили больше яиц чем обычные крестьянские куры. Петухи при этом отличались своей агрессивностью и силой, а порода в целом ценилась за свою красивую незаурядную внешность. Стандарты на птицу орловской породы были установлены Русским императорским обществом птицеводов в 1914 году.
Но начало эпохи промышленного птицеводства, где ныне доминируют яичные леггорны и мясные корниши подчеркнули многие недостатки этой древней породы: поздний возраст начала яйценоскости, медленный рост и медленную оперяемость цыплят, невысокую яйценоскость кур, а также несколько жёстковатое мясо. Цыплята породы требуют к себе повышенного внимания так как демонстрируют склонность к слабоногости, искривлению клюва и простудным заболеваниям. При этом яйцо и мясо орловской породы имеют приятный вкус, отдалённо напоминающий дичь, с которой селекционеры старались подчеркнуть и внешнее сходство породы.
Живая масса кур в среднем весят 2,2, петухи — 3,1 кг. При этом, учитывая бойцовское происхождение породы, некоторые особи доходят до 3,0 кг и 5,0 кг соответственно. Масса яйца варьирует в пределах 58—60 г, окраска скорлупы белая и светло-кремовая. Однако яйценоскость невысока: в среднем 145 яиц за первый год продуктивности, поэтому порода не подходит для промышленного использования. В результате она попала в разряд редких и исчезающих.

## Разновидности окраски
- алая (красная, ореховая) бурогрудая
- алая (красная, ореховая) черногрудая
- белая
- глинистая (жёлтая)
- карликовая белая
- карликовая красная
- карликовая ситцевая
- махагоновая бурогрудая
- махагоновая черногрудая
- полосатая
- пятнистая красно-белая
- ситцевая (красно-чёрно-белая) — зарегистрирована в Министерстве сельского хозяйства Российской Федерации
- чёрная
- Черно-белая пегая

## История
История развития этой породы в России насчитывает более 200 лет. При этом о её происхождение долгое время не было достоверных данных. Версия об азиатском происхождении генофонда данной породы высказывается некоторыми современными англоязычными авторами. Как и предполагалось, орловские куры произошли от малайских бойцовых и «бородатых» пород с пестрой окраской, которые были известны как персидские куры. Первые птицы были завезены в Россию из Ирана в XVII веке и назывались гиляндскими. Судя по экстерьеру, в формировании породы орловских кур приняли непосредственное участие куры таких пород, как брюггская, русская ушанка, имеющая характерную бороду, а также тюрингская, являющаяся прямым продуктом селекции ушанок. Селекцией и продвижением породы в российских условиях активно занимался князь Алексей Григорьевич Орлов-Чесменский (1737—1808), благодаря усилиям которого рафинированная орловская порода получила широкое распространена в России XIX века. Помимо бойцовых кур, этот фаворит Екатерины II, был также известным заводчиком рысистых лошадей, в том числе и так называемой орловской породы и голубей. Попав за пределы России в страны Западной Европы, порода стала известна как просто русская.
Примечательно, что в США порода попала раньше, чем в страны Западной Европы. Так, в США стандарты на эту породу были известны между 1875 и 1894 годами, а затем порода канула в небытие за неимением популярности. В Западную Европу порода проникла около 1899 года, вызвав значительный интерес в Великобритании и Германии, где к 1925 году была выведена карликовая разновидность.
Будучи популярной в XIX веке, она оказалась неконкурентоспособной в промышленных масштабах и практически полностью исчезла к середине XX века. До 1970-х годов порода восстановливалась отдельно в СССР и ГДР, поэтому ныне речь может идти о нескольких самостоятельных ветвях орловской породы российской и немецкой, поскольку немецкие породные стандарты отличаются от российских. Долгое время порода в целом находилась в критическом состоянии на грани исчезновения. В последнее время интерес к породе возродился среди российских птицеводов-любителей. Порода также сохраняется в коллекционарии Всероссийского научно-исследовательского и технологического института птицеводства как генетический резерв.